# Erna Herrey

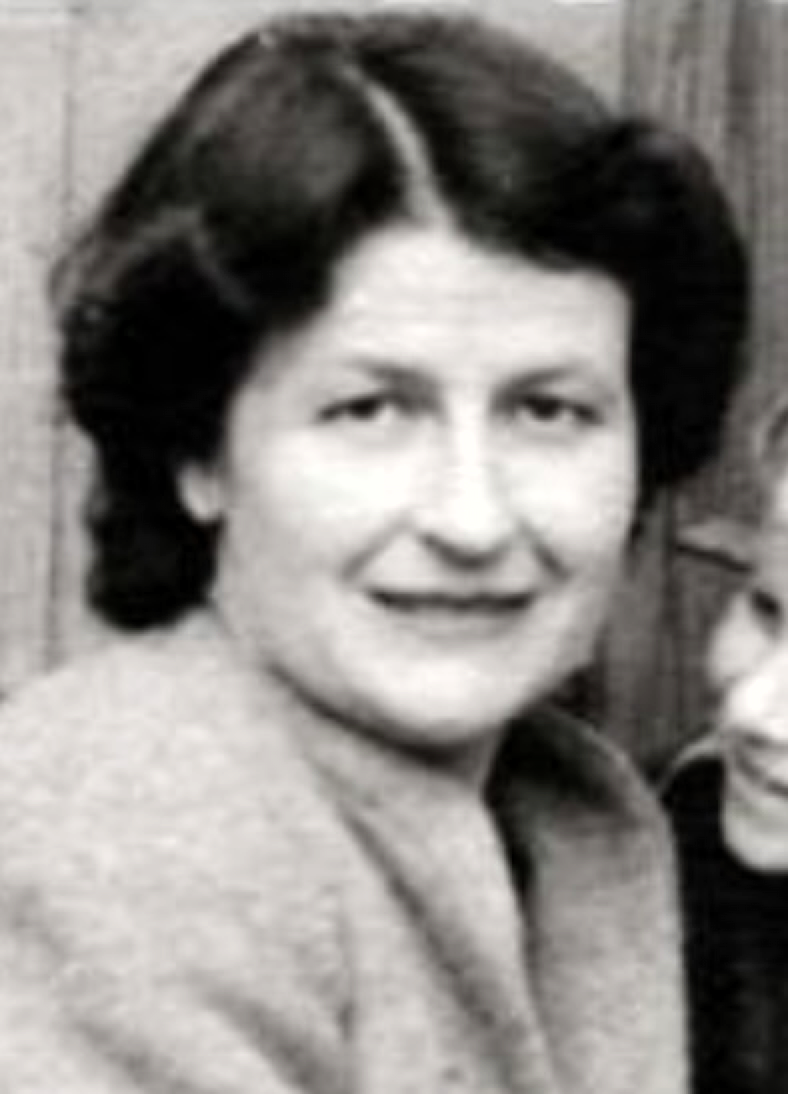
Erna Herrey, geb. Vohsen, 1941/42

Erna Miranda Julia Herrey (* 18. Januar 1904 in Berlin, Deutsches Reich; † 3. Oktober 1980 in West-Berlin), geborene Vohsen, war eine deutsch-US-amerikanische Physikerin, Gymnasial- und Hochschullehrerin sowie Autorin. Sie entdeckte in der Formel der Steinerschen Fläche eine Struktur von Ovalen.

## Familie
Erna Vohsen war eine Tochter des deutschen Konsuls, Kolonialpolitikers, Forschungsreisenden und Verlegers Ernst Vohsen (1853–1919) sowie dessen Ehefrau Marie Josephine Victoria Vohsen, geborene Herzfeld (1865–1930). Ihr Vater hatte nach dem Tod von Dietrich Reimer (1818–1899) dessen Berliner Verlagshaus übernommen. Die Familie war in Berlin-Tiergartens Genthiner Straße 13 Villa C ansässig. Darüber hinaus besaß sie für die Sommerfrische südwestlich Berlins eine Villa (Gebäude besteht noch) in Caputh.
Erna Vohsen heiratete am 26. September 1937 in London den (jüdischen) österreichischen Architekten, Stadtplaner, Deklamator, Theaterregisseur und Bühnenbildner Hermann Herrey (geboren als Hermann Zweigenthal am 4. April 1904 in Wien, Österreich-Ungarn; gestorben am 7. Oktober 1968 in New York City, New York, Vereinigte Staaten), der zusammen mit Egon Eiermann und Julius Posener ein Schüler Hans Poelzigs war. Aus dieser Ehe ging der Sohn Julian (1938–2022) hervor.
Für Hermann Herrey, geb. Zweigenthal, war es die zweite Ehe; seine erste Ehefrau Frieda Dorothea, geborene Liepmann (1900–1936), Tochter des renommierten deutschen Neurologen und Psychiaters Hugo Liepmann (1863–1925) und dessen Ehefrau Agathe (1871–1933), Tochter des Bankiers Julius (Israel Levy) Bleichröder (1828–1907), war früh verstorben.
Erna Vohsen zog den kleinen Sohn ihrer Freundin Dorothea, Antonius/Antony (* 24. Januar 1932), seit dem Herbst 1936 mit auf.

## Schule und Studium
Seit gemeinsamen Kindertagen in Berlin-Tiergarten war Erna Vohsen sehr eng mit Barbara Thilo (1907–1991) befreundet, aus der eine Kunstmalerin und Geschäftsfrau wurde, die am 20. Dezember 1935 in Berlin den Verleger Johannes Weyl (1904–1989) heiratete. Deren Schwester Heide Thilo (1914–1992), eine Zeichnerin, Malerin, Grafikerin, Karikaturistin und Illustratorin, heiratete 1940 den Theaterkritiker und Feuilletonisten Friedrich Luft (1911–1990).

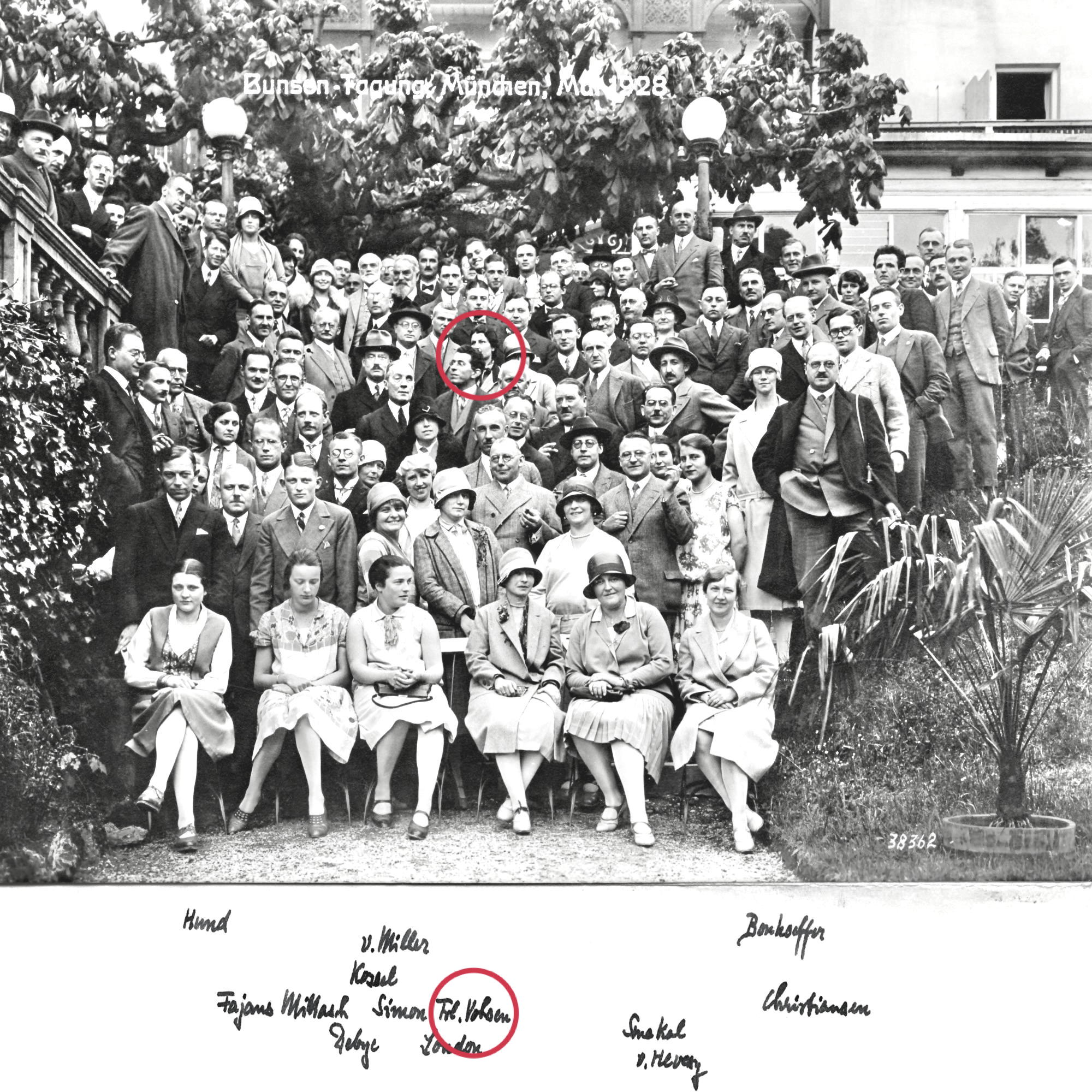
Erna Vohsen mit Teilnehmern der Bunsen-Tagung in München, Mai 1928

Nach ihrer Schulzeit in dem am Barbarossaplatz in Berlin-Schöneberg residierenden Chamisso-Lyzeum (Realgymnasium für Mädchen; beherbergt heute: Volkshochschule Schöneberg und Grundschule am Barbarossaplatz) bestand sie Ostern 1922 ihre Reifeprüfung.
Anschließend studierte sie an der Friedrich-Wilhelms-Universität Berlin, an der Ruprecht-Karls-Universität in Heidelberg und an der Ludwig-Maximilians-Universität in München die Fachgebiete Mathematik und Physik. Sie promovierte 1928 in Berlin mit ihrer Dissertation über Röntgenuntersuchungen an Metallen.
Im Mai 1928 nahm sie an der Bunsen-Tagung für physikalische Chemie in München teil, aus deren Anlass sie auf einem Gruppenfoto der Tagungsteilnehmer abgebildet und namentlich als Frl. Vohsen bezeichnet ist.
Im Mai 1929 absolvierte sie das Staatsexamen für die Schulfächer Physik, Mathematik und Chemie. Bis Ostern 1930 war sie in Berlin als Studienreferendarin tätig.

## Wirken
In dem nach Ostern 1930 beginnenden Schuljahr 1930/31 unterrichtete sie als Junglehrerin an dem reformpädagogischen Landerziehungsheim Schule am Meer auf der Nordseeinsel Juist, das von Martin Luserke geleitet wurde, die Fächer Mathematik und Physik.
Gemeinsam mit ihren Kollegen Fritz Hafner, Max Oettli und Paul Reiner legte sie die Lehrmittelsammlung der Juister Freiluftschule an. Im Frühjahr 1930 trat sie der Außengemeinde des Internats, der ehemalige Schüler, Eltern, Lehrer und Förderer angehörten, als Mitglied bei. Erna Vohsens 1931 vorgelegte Assessorarbeit, die Abbildungen enthält, befasste sich mit dem Physikunterricht an der Schule am Meer.
Von 1932 bis 1934 war sie als Lehrerin für Mathematik, Physik und Chemie an der Deutschen Schule Athen tätig, wo sie sich mit ihrer Kollegin Christl Gebauer anfreundete. In das mittlerweile zum NS-Staat umgeformte Deutsche Reich zurückgekehrt, entschloss sie sich zur Emigration. Am 6. August 1935 verließ sie ihr Heimatland an Bord der Bremen des Norddeutschen Lloyd nach Southampton.
Erna Vohsen war mit der Berlinerin Frieda Dorothea Liepmann (1900–1936) bestens befreundet. Diese war seit dem 12. März 1928 mit Hermann Zweigenthal (1904–1968) verheiratet. Das Ehepaar lebte seit dem 11. Mai 1935 in London, war aus dem austrofaschistischen Wien über Basel und Paris in die britische Hauptstadt emigriert. Bis 1938 waren sie innerhalb Londons drei Mal umgezogen, eine enorme Belastung für alle Beteiligten, sicherlich aber besonders für Kleinkind Antonius/Antony (* 1932) und dessen Mutter Dorothea. Als diese ziemlich unvermittelt nach dreitägiger schwerer Erkrankung am 13. Juli 1936 an Diphtherie verstarb, war deren Witwer durch die plötzlich eingetretene Ausnahmesituation überfordert. Er konnte seinen vierjährigen Sohn zwar während seiner beruflichen Abwesenheiten durch ein Kinderfräulein (Gouvernante) betreuen lassen, aber eine Dauerlösung konnte das für den Kleinen nicht sein. So entschloss sich Erna Vohsen dazu, Antony ab Herbst 1936 mit aufzuziehen. Daraus ergab sich, dass sie im Herbst des Folgejahres den Witwer ihrer verstorbenen besten Freundin Dorothea heiratete. Ab März 1938 war die Familie unter der Anschrift 20 Carlton Hill in London N.W.8, der City of Westminster, wohnhaft (Gebäude besteht noch).
Hermann veränderte seinen Familiennamen nach dem Tod seiner ersten Ehefrau Dorothea sukzessive von Zweigenthal zu Herry-Zweigenthal bzw. Zweigenthal-Herry und Herrey-Zweigenthal bzw. Zweigenthal-Herrey und schließlich zu Herrey. Abgeleitet war sein neuer anglisierter Familienname von dem Kosenamen, mit dem er in Wien von seiner Mutter gerufen worden war: Herry (statt Hermann).
Direkt nach dem Ende September 1938 ratifizierten Münchner Abkommen beantragte das Ehepaar ein Non-quota-Visum für die Emigration in die Vereinigten Staaten. Im Juli/August 1940 reiste die Familie Vohsen-Herrey von Liverpools Hafen aus zunächst nach Kanada. Ehemann Hermann bildete am 18. Juli 1940 per Frachtdampfer die Vorhut, Ehefrau Erna folgte zwei Wochen später mit den mittlerweile zwei kleinen Söhnen per Passagierdampfer. Nach Erteilung der US-Visa traf die Familie schließlich am 26. Oktober 1940 gemeinsam in New York City ein.
Die Gelegenheit zur Emigration in die USA ergab sich durch eine von Walter Gropius ausgesprochene Einladung der Harvard University an Hermann, dort Vorlesungen über Bühnenbau und Bühneninszenierungen zu halten. Hermann erhoffte sich eine Anstellung an Harvards Graduate School of Design (GSD), an der seine Kollegen Marcel Breuer, Gropius und Martin Wagner, die er in Berlin bzw. London kennengelernt hatte, mittlerweile lehrten.
Durch die Emigration in die Neue Welt entging die Familie Herrey weitgehend der Luftschlacht um England und einer Internierung als Enemy Aliens (feindliche Ausländer) im Vereinigten Königreich.
Der unter belgischer Flagge fahrende Frachtdampfer Ville de Grand allerdings, mit dem am 18. Juli 1940 vom Hafen Liverpools aus der größte Teil von Hermann Herreys Büroeinrichtung und die Zeichnungen seines architektonischen und szenographischen Œuvres verschifft worden waren, wurde von dem deutschen U-Boot U 48 torpediert und sank am 19. August 1940 vor Irland im Atlantik.
In den USA untersuchten Erna und Hermann Herrey zusammen mit dem Architekten Constantin Alexander Pertzoff (1899–1970) noch während des Zweiten Weltkrieges die Verkehrsbe- und entlastung New Yorks, eine Arbeit, die 1944 u. a. im Time Magazine veröffentlicht wurde. Über dieses Projekt Hermann Herreys und Erna Vohsens war bereits im Vorfeld US-Finanzminister Henry Morgenthau (1891–1967) durch den New Yorker Architekten und Theaterproduzenten Julius H. Buchman (1908–1976) schriftlich informiert worden.
Am 2. April 1946 wurde Erna Herrey, geb. Vohsen, in den USA naturalisiert, ergo eingebürgert.
1954 besuchte sie ihre Freundinnen Christl Gebauer und Barbara Weyl, geb. Thilo, in Konstanz am Bodensee, wo ihr Ehemann zu dieser Zeit am Stadttheater tätig war.
In den Jahren 1954/55 und 1958/59 führte Erna Herrey Klage auf Wiedergutmachung gegen das Deutsche Reich.
Erna M. J. Herrey wirkte als Professorin für Physik am Queens College der City University of New York, wo sie Mitglied der Doctoral Faculty war. Sie entdeckte eine Struktur von Ovalen in der Formel der Steinerschen Fläche: y² z² + z² x² + x² y² + zyx = 0.
Vom 1. April 1958 bis zum 30. September 1960 nahm sie eine Gastprofessur in der Abteilung Physik der Fakultät II für Allgemeine Ingenieurwissenschaften an der Technischen Universität Berlin wahr.
Die deutsch-US-amerikanische Künstlerin Ruth Vollmer, geb. Landshoff (1903–1980), kreierte 1969/70 eine Serie von Skulpturen, mit denen sie errechnete mathematische Modelle von Erna Herrey replizierte.
Zuletzt wohnte Erna M. J. Herrey mit ihrem Sohn Julian und dessen Ehefrau in Berlin-Dahlems Drygalskistraße 4b. Sie verstarb 76-jährig.

## Veröffentlichungen (Auszug)
- als Erna Vohsen: Röntgenuntersuchungen an Metallen. Dissertation, Friedrich-Wilhelms-Universität Berlin, März 1928.
- als Erna M. J. Herrey, mit Hermann Herrey und Constantin Alexander Pertzoff: An Organic Theory of City Planning. 1944
- als Erna M. J. Herrey, mit Hermann Herrey: Principles of Physics Applied to Traffic Movements and Road Conditions. In: American Journal of Physics, Vol. 13, Nr. 1, February 1945, S. 1–14.
- als Erna M. J. Herrey: On the Significance of Sudden Variations of Force. In: American Journal of Physics, Vol. 15, März 1947, S. 140–146.
- als Erna M. J. Herrey, mit Gordon Ferry Hull: Elementary Modern Physics. In: American Journal of Physics, Vol. 18, 1950, S. 231–232.
- als Erna M. J. Herrey: Approximate Formula for the Radiation Resistance of a Piston Set in an Infinite Wall. In: The Journal of the Acoustical Society of America, Vol. 15, 1953, S. 154–155.
- als Erna M. J. Herrey: Radiation Pressure of Second Sound in Liquid Helium. In: The Journal of the Acoustical Society of America, Vol. 28, Nr. 4, Supplement, 1956, S. 796.
- als Erna M. J. Herrey: Weight and Weightlessness of Elastic Solids. In: American Journal of Physics, Vol. 31, Nr. 6 (1963), Juni 1963, S. 458–459.
- als Erna M. J. Herrey: Confidence Intervals Based on the Mean Absolute Deviation of a Normal Sample. In: Journal of the American Statistical Association, Vol. 60, Nr. 609, 1965, S. 257–269.
- als Erna M. J. Herrey, mit Claire D. Metz und Henry A. Boorse: Mechanical Energy Density of Second Sound in Liquid Helium II (Abstract). In: Physical Revue, Vol. 160, Nr. 1, August 1967, S. 244.
- als Erna M. J. Herrey: Percentage Points of H-Distribution for Computing Confidence Limits or Performing t-Tests by Way of the Mean Absolute Deviation. In: Journal of the American Statistical Association, Vol. 66, Nr. 333 (1971), S. 187–188.